# Трецано Роза
Трецано Роза (итал. Trezzano Rosa) је насеље у Италији у округу Милано, региону Ломбардија.
Према процени из 2011. у насељу је живело 4632 становника. Насеље се налази на надморској висини од 170 м.

## Становништво
Према резултатима пописа становништва 2011. у општини је живело 4.861 становника.
| 1931. | 1936. | 1951. | 1961. | 1971. | 1981. | 1991. | 2001. | 2011. |
| ----- | ----- | ----- | ----- | ----- | ----- | ----- | ----- | ----- |
| 1.233 | 1.254 | 1.374 | 1.335 | 1.347 | 1.473 | 2.344 | 3.760 | 4.861 |